# ベロ・ジャルジンFC
ベロ・ジャルジン・フチボウ・クルービ（ポルトガル語: Belo Jardim Futebol Clube）は、ブラジル・ペルナンブーコ州ベロ・ジャルジンを本拠地とするサッカークラブ。

## 歴史
2005年1月18日設立。2011年にカンピオナート・ペルナンブカーノ・セリエA2で2位につけ、カンピオナート・ペルナンブカーノに昇格した。

## 本拠地
本拠地はエスタジオ・ジョゼ・ベゼーハ・ジ・メンドンサで収容人数は7000人。

## 歴代所属選手
- クリスラン・エンリケ・ダ・シルバ・デ・ソウザ 2012
- ジュニオール・マラニョン 2013
- アンデルソン・レオナルド・ダ・シルバ・シャーヴェス 2017-2018